# Erycibe sinii
Erycibe sinii är en vindeväxtart som beskrevs av Foon Chew How. Erycibe sinii ingår i släktet Erycibe och familjen vindeväxter. Inga underarter finns listade i Catalogue of Life.